# Helena Jaczek
Helena Jaczek, née le 5 novembre 1950[réf. nécessaire], est une médecin et femme politique canadienne de l'Ontario.

## Biographie
Helena Jaczek naît à Londres d'un père d'origine polonaise et immigre au Canada à l'âge de 12 ans, en 1963. Elle étudie la médecine à l'Université de Toronto et poursuit ensuite une maîtrise en administration des affaires à l'Université York. Après avoir pratiqué la médecine au Women's College Hospital de Toronto, elle sert comme cheffe de la santé publique dans la municipalité régionale d'York durant 18 ans.

### Carrière politique

#### Politique provinciale
Tentant d'être élue députée libérale de la circonscription d'Oak Ridges en 2003, elle est défaite par le progressiste-conservateur Frank Klees (en)
Élue dans Oak Ridges—Markham en 2007, elle est réélue en 2011 et 2014 dans ce qui devient la circonscription la plus populeuse de l'Ontario.
À partir d'octobre 2007, elle est assistante parlementaire du ministre de la Promotion de la Santé et du Sport (en) jusqu'en septembre 2009 où elle devient assistante parlementaire du ministre de l'Environnement (en). De février 2013 à juin 2014, elle sert comme assistante parlementaire du ministre de la Santé (en).
Elle fait son entrée au cabinet de Kathleen Wynne à titre de ministre des Services sociaux et communautaires en juin 2014. En février 2018, la démission du ministre de la Santé et des Soins de longue durée, Eric Hoskins (en), l'amène à la tête de ce ministère. Son passage est de courte durée, car les libéraux perdent les élections générales du 6 juin 2018 et Jaczek perd également dans la nouvelle circonscription de Markham—Stouffville.

#### Politique fédérale
En 2019, elle est élue députée libérale à la Chambre des communes dans Markham—Stouffville contre l'ancienne députée libérale Jane Philpott qui se représente sous l'étiquette d'indépendante en raison de son désaccord dans l'affaire SNC-Lavalin. Elle est réélue en 2021 et 2025.